# Cau de la Guineu
El Cau de la Guineu es troba al Parc de la Serralada Litoral, concretament a Teià (el Maresme).

## Descripció
Primer va ésser una barraca de vinya i, un cop abandonada, diuen que ara s'hi amaguen les guineus (o, potser, va ser a l'inrevés, ja que hi ha opinions contraposades entre la gent de Teià). Es tracta d'una petita cova natural, sota una roca, que s'ha eixamplat artificialment per tindre més cabuda. A la part exterior hi ha una canalització i una curiosa pica per recollir l'aigua que llisca per la roca. Des d'ací, l'aigua es condueix cap a una altra pica de bella factura excavada a l'interior. L'indret és poc conegut i la cova, normalment, està neta i endreçada.

## Accés
És ubicat a Teià: cal sortir del poble pel passeig de la Riera i després seguir la pista fins al Coll de Clau. Un cop a la pista de la Carena, seguim 280 m en direcció sud, fins a una bifurcació que prenem a l'esquerra. Recorrem 700 m fins a trobar a l'esquerra un corriol. El seguim fins a la cova, a uns 270 m de distància. Coordenades: x=442408 y=4595473 z=273.